# Frenzy
Frenzy (englisch für ‚Wahnsinn, Raserei‘) ist ein britischer Thriller von Alfred Hitchcock aus dem Jahr 1972 nach dem Roman Goodbye Piccadilly, Farewell Leicester Square von Arthur La Bern. Es war der erste Film, den Hitchcock seit 1950 wieder in seiner Heimat England drehte. Ein Unschuldiger wird verdächtigt, ein fieberhaft gesuchter Serienmörder zu sein.

## Handlung
Ein Politiker redet gegenüber dem Parlament am Ufer der Themse über Umweltverschmutzung. Von einem der Zuhörer wird eine unbekleidete weibliche Leiche im Fluss entdeckt, der eine Krawatte um den Hals geschlungen wurde – ein weiteres auf diese Art erdrosseltes Opfer in London.
Der ehemalige Pilot und Staffelführer der Royal Air Force, Richard Blaney, ist sozial abgestürzt. Er arbeitet als Bartender, wird vom Barbesitzer des Diebstahls beschuldigt und entlassen. Blaney zahlt dem Wirt einen Vorschuss zurück, akzeptiert den Rauswurf und ist nun fast pleite. Von einem alten Bekannten, dem Obsthändler Bob Rusk, erhält er den Tipp für eine Pferdewette. Das Angebot Rusks, ihm mit Geld auszuhelfen, lehnt Blaney jedoch ab. Er geht stattdessen in eine Bar, um einen Drink zu nehmen. Wenig später erfährt er von Rusk, dass dessen Tipp – 20:1 – goldrichtig war.
Anschließend besucht Blaney seine Ex-Frau Brenda, die eine erfolgreiche Partnervermittlung betreibt. Das ehemalige Paar ist seit zwei Jahren geschieden. Als Scheidungsgrund wurde auf Anraten der Anwälte seelische und körperliche Grausamkeit angegeben, um die Scheidung schneller vollziehen zu können. Um mit ihrem Ex-Mann ungestört zu sein, gibt Brenda ihrer Sekretärin überraschend frei. Der aufbrausende Blaney macht dem Ärger über sein vermeintlich ungerechtes Schicksal lautstark Luft. Brenda will ihm Geld geben, was er jedoch ablehnt. Dafür lädt sie ihn für den Abend in ihrem Club zum Essen ein. Auch dort verhält sich Blaney aggressiv und zerbricht ein Glas. Als sie sich kurz darauf trennen, bemerkt er nicht, dass Brenda ihm Geld zusteckt. Er übernachtet in einer Männerpension der Heilsarmee, wo ihn einer seiner Schlafgenossen bestehlen will. Erst jetzt bemerkt Blaney das zugesteckte Geld.
Am folgenden Tag wartet der Obsthändler Rusk die Mittagspause von Brendas Sekretärin ab, um in die Ehevermittlung einzudringen. Nach einem erniedrigenden Gespräch vergeht er sich an Brenda und erdrosselt sie schließlich mit seiner Krawatte. Dann verlässt er unbemerkt die Agentur. Als sich kurz darauf Blaney bei seiner Frau für das Geld bedanken möchte, findet er die Tür zum Büro verschlossen vor und verlässt das Haus wieder. Dabei wird er von der Sekretärin beobachtet, die aus ihrer Mittagspause zurückkommt. Als sie anschließend ihre Chefin ermordet vorfindet, hält sie Blaney für den Krawattenmörder und teilt dies der Polizei mit.
Blaney trifft sich mit Babs Milligan, die in demselben Pub beschäftigt ist, in dem auch er gearbeitet hatte. Per Taxi fahren sie gemeinsam ins Hotel „Coburg“. Seinen übel riechenden Anzug mit Lederbesatz gibt Blaney dem Portier zur Reinigung. Das Paar verbringt die Nacht unter falschem Namen im „Amor-Zimmer“. Am nächsten Morgen liest der Portier in der Zeitung, dass der Krawattenmörder die Inhaberin einer Heiratsvermittlung erdrosselt habe. Verdächtigt werde ein Mann mit lederbesetztem Jackett. Der Portier ruft die Polizei. Aber auch das Pärchen hat Zeitung gelesen und das Hotel bereits verlassen. Auf einer Bank in einem kleinen Park beraten sich die beiden. Ein alter Kamerad aus der Royal Air Force, Johnny Porter, entdeckt Blaney per Zufall dort und nimmt die beiden mit nach Hause. Johnnys Frau Hetty ist wenig begeistert von den Überraschungsgästen. Da die Porters eine Reise nach Paris planen, legt Porter Blaney und Babs nahe, einfach mitzukommen. Er eröffne dort einen englischen Pub, da könnten beide arbeiten. Es gelingt Blaney Babs zu überreden, es zusammen in Paris zu versuchen. Sie verabreden sich für den nächsten Tag am Bahnhof. Babs geht zu ihrer Arbeitsstelle. Der Wirt, der von den Gerüchten gehört hat, kündigt auch ihr und wirft sie aus ihrem Zimmer. Als sie aus dem Pub stürmt, trifft sie Bob Rusk. Er bietet ihr an, dass sie erst einmal in seiner Wohnung bleiben könne, da er abwesend sei.
In der folgenden Nacht bringt Rusk mit einer Karre heimlich einen schweren Sack zu einem Lkw, der Kartoffeln geladen hat. In dem Sack befindet sich die Leiche von Babs, die von Rusk erdrosselt wurde. Er versteckt sie zwischen den gefüllten Jutesäcken. Als er wieder in seinem Apartment ist, bemerkt er, dass seine Krawattennadel fehlt, die durch das diamantbesetzte Emblem auf seine Spur führen könnte. Sie muss sich in der Hand der Leiche befinden. Er eilt zurück auf die Ladefläche des Lkw und versucht verzweifelt den richtigen Sack zu finden, als sich der Lkw in Bewegung setzt. Als Rusk endlich das Gesuchte gefunden hat, muss er dem Opfer die bereits starren Finger brechen, um an die Nadel zu kommen. Bei einem Halt an einer Raststätte springt er vom Wagen. Der Lkw fährt später weiter, verliert aber nun Teile seiner Ladung, da die Bordwand heruntergeklappt ist. Ein Polizeiauto nimmt die Verfolgung auf und erfasst beinahe die nackte Ermordete, als diese auf die Straße fällt.
Als die Ermordung von Babs bekannt wird, kommt es zwischen Blaney und seinem ehemaligen Fliegerkameraden zu einem Streit. Dieser könnte ihm ein Alibi geben, unterlässt dies aber, da seine Frau nicht in Schwierigkeiten geraten möchte. Nunmehr als Mörder gesucht, schleicht sich Blaney zu Rusk, der ihm eine Zuflucht anbietet. In Wahrheit will Rusk seine Verbrechen Blaney anlasten. Denn kurz darauf trifft die von Rusk benachrichtigte Polizei ein und nimmt Blaney fest. In dessen Tasche finden sich die Kleider der ermordeten Babs, die von Rusk dort versteckt wurden. Verzweifelt beteuert Blaney im Gerichtssaal seine Unschuld. Als er zu einer lebenslangen Freiheitsstrafe verurteilt wird, schwört er Rusk Rache.
Chief-Inspektor Oxford von Scotland Yard, der die Ermittlungen geleitet hat, kommen im Gerichtssaal Zweifel. Die Aussage von Brenda Blaneys Sekretärin, die Rusk für pervers hält, bestätigen diese Zweifel. Blaney stürzt sich bewusst im Gefängnis eine Treppe hinunter und trägt eine blutende Wunde davon, worauf er in eine schlecht bewachte Krankenstation kommt. Von dort flieht er nachts, stiehlt ein Auto und will in das Apartment des wahren Mörders eindringen. Mit einem Brecheisen ausgerüstet, bemerkt er, dass die Tür des Apartments unverschlossen ist. Als er eintritt, sieht er im Bett einen blonden Haarschopf und schlägt in der Überzeugung, dass es sich um Rusk handelt, mehrfach zu. Plötzlich steht Kommissar Oxford in der Tür. Seine eigenen Zweifel, die Intuition seiner Ehefrau, aber vor allem die Ergebnisse der forensischen Pathologie im Fall Babs Milligan haben ihn zu Rusks Apartment eilen lassen. Der Kommissar bemerkt, dass Blaney nicht auf Rusk, sondern auf eine bereits tote Blondine eingeschlagen hat. Auch sie wurde mit einer Krawatte erdrosselt. Als ein Geräusch ertönt, bedeutet Oxford Blaney, dass er sich ganz ruhig verhalten solle. Da öffnet Rusk auch schon die Tür, zieht einen Überseekoffer hinter sich her, in dem er die Leiche der Blondine transportieren wollte. Als er Blaney und den Chief-Inspektor in seinem Zimmer bemerkt, wird er von diesem darauf aufmerksam gemacht, dass er ja gar keine Krawatte trage (denn die hatte er um den Hals der toten Blondine gewickelt).

### Nebenhandlung
Auch in diesen Film hat Hitchcock eine kleine, humorvolle Nebenhandlung eingebaut: Immer wenn Oxford abends nach Hause kommt, präsentiert ihm seine liebe, aber naive Frau voller Begeisterung die Ergebnisse eines Kochkurses für feine französische Küche. Die Gerichte sind zwar, wie der Zuschauer annehmen darf, genießbar, aber für Oxford nicht ohne Ekelfaktor, da den Mordermittler nach Feierabend zum Beispiel Fischköpfe aus einer Suppe ansehen. Eine Wachtel, die kaum größer ist als die zwei blauen Trauben der Beilage – eine Persiflage der „haute cuisine“ –, wird von ihm mit ekelerregter Grimasse mit dem Besteck richtiggehend misshandelt. Ebenso verfährt er mit dem gegarten Schweinefuß. Während sich seine Frau über die Hintergründe zu den Indizien in Bezug auf Rusk erkundigt und Oxford sichtlich angewidert auf dem Schweinefuß kaut, schwärmt er unterschwellig von jener Raststätte, bei der Rusk gewesen sein muss, von Speisen, welche er lieber aufgetischt bekommen würde. Der Chief-Inspektor zieht es deshalb vor, sich an seinem original englischen Frühstück im Büro zu laben, das aus Eiern, Würstchen und gebackenem Schinken besteht.
Trotz oder gerade wegen ihrer Naivität scheint Oxfords Frau die Zusammenhänge des Falles, an dem ihr Mann gerade arbeitet, zu durchschauen. Häufig zieht sie die richtigen Schlussfolgerungen, die dem Polizisten jedoch nicht immer einleuchten.
Auch die geschnittene Schlussszene enthält eine humorvolle Anspielung. Oxfords Frau regt an, Richard Blaney zum Abendessen zu sich nach Hause einzuladen, was Oxford zu dem Kommentar veranlasst: „Nach dem Gefängnisessen wird ihm alles schmecken.“

## Hintergrund
- Hitchcock thematisiert in Frenzy den Zusammenhang zwischen Essen, Sex und Tod. Dies drückt sich in häufigen, zum Teil recht makabren Details aus. So arbeitet der Mörder z. B. auf einem Obst- und Gemüsegroßmarkt in London, er isst während der Vergewaltigung einen Apfel und versteckt eine Leiche in einem Kartoffelsack. Inspektor Oxford wird von seiner Frau mit für ihn kaum genießbaren Speisen malträtiert, während sie mit ihm die Details der Morde diskutiert. Unter anderem erzählt er seiner Frau grausame Details über den Mörder, während er widerwillig einen Schweinsfuß zersäbelt. Außerdem gab Hitchcock an, er habe für das brutale Brechen der Finger auf dem Lkw denselben Toneffekt verwendet wie für die Szene, in der Oxfords Frau ein Grissino bricht. Somit wird die Verbindung von Verbrechen und Essen noch deutlicher.[2]
- Der Mörder vermisst seine Krawattennadel und muss sie aus der bereits leichenstarren Hand des Opfers entfernen. Der medial bekannte Kriminalbiologe Mark Benecke geht in einer Stellungnahme zwar nicht davon aus, dass die Totenstarre so kurz nach der Tat derart ausgeprägt wäre, aber abgesehen davon ist die Darstellung Hitchcocks in seinen Augen korrekt: nicht nur die Hand, sondern die gesamte Muskulatur verhärtet, daher wäre es schwer, einen Gegenstand zu entfernen. Auch der Zuschauer kommt dem Tod auf diesem Weg sehr nahe.[3]
- Die Dreharbeiten an den Szenen, in denen Bob Rusk die Heiratsvermittlerin Brenda Blaney ermordet und später nach dem zweiten Mord in einem fahrenden Lieferwagen im Kartoffelsack nach seiner Krawattennadel sucht, dauerten jeweils drei Tage.
- Hitchcock wählte als Kulisse für die Gerichtsszenen den Gerichtssaal aus Zeugin der Anklage.
- Hauptschauplatz des Films ist der Obst- und Gemüsemarkt im Londoner Stadtteil Covent Garden, der damals größte seiner Art in ganz Großbritannien. Das bunte Bild, das Hitchcock von dem Markt zeichnete, war eine Hommage an das London seiner Kindheitstage. Hitchcock war sich bewusst, dass mit dem längst beschlossenen Umzug des Marktes nach Nine Elms dieses Bild für immer verloren sein würde, und hat ihm so ein filmisches Denkmal gesetzt.
- Frenzy war der erste Hitchcock-Film, in dem Nacktszenen vorkamen. Die beiden Schauspielerinnen Anna Massey und Barbara Leigh-Hunt wurden dabei allerdings gedoubelt.
- Ursprünglich war Henry Mancini für die Filmmusik engagiert worden. Aber nach einem Streit mit Hitchcock wurde er gefeuert, und Ron Goodwin, bekannt durch den Soundtrack der Miss-Marple-Filme, übernahm die Aufgabe.
- Mehrere Schauspieler waren unzufrieden mit einigen Dialogen, da Hitchcock viele altertümliche Sprachelemente einbaute, die er aus seiner britischen Zeit kannte, die aber nicht mehr dem aktuellen Sprachgebrauch der 1970er Jahre entsprachen. Jon Finch sandte diesbezügliche Anmerkungen an Hitchcocks Sekretärin und machte Verbesserungsvorschläge. Hitchcock war davon nicht immer erbaut und antwortete Finch: „Jon, ich sagte, du kannst Änderungen vorschlagen, ich sagte nicht, du könntest das ganze Drehbuch umschreiben.“ Trotzdem fand der eine oder andere von Finchs Vorschlägen Eingang in die Endfassung des Films.
- Im Rahmen der Promotion wurde eine lebensgroße Hitchcock-Puppe angefertigt, die man unter anderem für einen Trailer in der Themse schwimmen ließ. Man dachte auch daran, diesen „Auftritt“ für den Film als Cameo zu verwenden, ließ die Idee dann aber fallen.
- Cameo-Auftritt: Hitchcock ist zu Beginn des Films in der Menschenmenge zu sehen. Als einziger applaudiert er dem Redner nicht. Er ist in einer weiteren Szene zu erkennen, nachdem der tote Körper im Fluss entdeckt worden ist. Er steht bei einem Paar, das über Jack the Ripper diskutiert.
- Die Bilder einer chinesischen Frau, die bei Rusk in der Wohnung hängen, stammen von Vladimir Tretchikoff. Das Model ist Monika Sing-Lee.

## Deutsche Synchronfassung

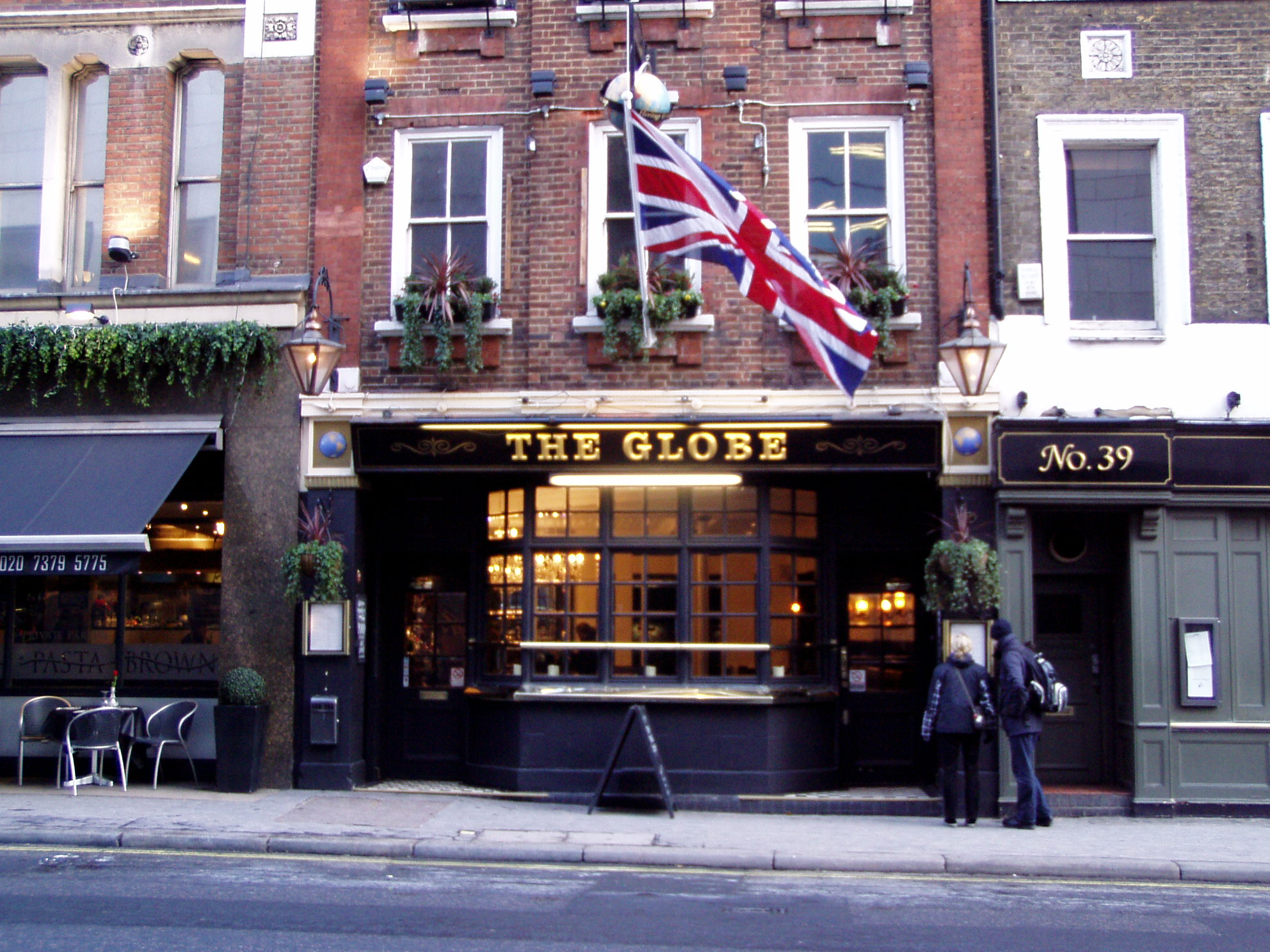
Der Globe Pub in London diente als Drehort für diesen Film; hier arbeiten Dick Blaney und Babs, und Bob Rusk ist dort Stammgast

Die für die 1970er Jahre typische, etwas legere deutsche Synchronisation entstand 1972 in den Ateliers der Berliner Synchron GmbH. Das Dialogbuch verfasste Fritz A. Koeniger, Synchronregie führte Michael Miller.
| Rolle                  | Darsteller         | Synchronsprecher   |
| ---------------------- | ------------------ | ------------------ |
| Richard Blaney         | Jon Finch          | Christian Brückner |
| Chief Inspector Oxford | Alec McCowen       | Lothar Blumhagen   |
| Robert Rusk            | Barry Foster       | Rolf Schult        |
| Hetty Porter           | Billie Whitelaw    | Ursula Herwig      |
| Brenda Blaney          | Barbara Leigh-Hunt | Renate Danz        |
| Babs Milligan          | Anna Massey        | Brigitte Grothum   |
| Johnny Porter          | Clive Swift        | Harry Wüstenhagen  |
| Felix Forsythe         | Bernard Cribbins   | Jochen Schröder    |
| Mrs. Oxford            | Vivien Merchant    | Gudrun Genest      |
| Sir George             | John Boxer         | Erich Fiedler      |
| Monica Barling         | Jean Marsh         | Bettina Schön      |

## Auszeichnungen
1973: Cinema Writers Circle Awards, Spanien:
- CEC Preis für den besten Film (Mejor Pelicula Extranjera) an das Vereinigte Königreich

## Kritiken
„Alfred Hitchcock läßt in seinem Spätwerk seiner Vorliebe für angelsächsische Ironie freien Lauf. Ein formal ungemein sorgfältig und technisch perfekt inszenierter Thriller mit einigen makabren Details.“

„Hitchcock ist hier wieder auf der Höhe seiner Meisterschaft. Erneut behandelt er sein Lieblingsthema: Ein Mensch verliert seine ‚Identität‘ und wird für jemand gehalten, der er nicht ist.“

„Am wirksamsten freilich pervertiert der Stilkünstler Hitchcock alle Erwartungen des Kinopublikums: Ganz früh schon gibt er den wahren Mörder preis. Unmerklich lockt er sodann die Zuschauersympathien auf die Seite dieses anomalen Obsthändlers: Wenn der etwa versucht, eine verräterische Krawattennadel aus einer leichenstarren Frauenhand zu brechen, bangt das ganze Parkett mit dem Verbrecher um den Erfolg.“

## Medien
- DVD: Frenzy – Hitchcock Collection. Universal 903 561 9, Anamorph Widescreen (1:78:1), 111 Min., mit Making-of, Kunstgalerie und Kinotrailer, FSK 16